# Negro (artista)

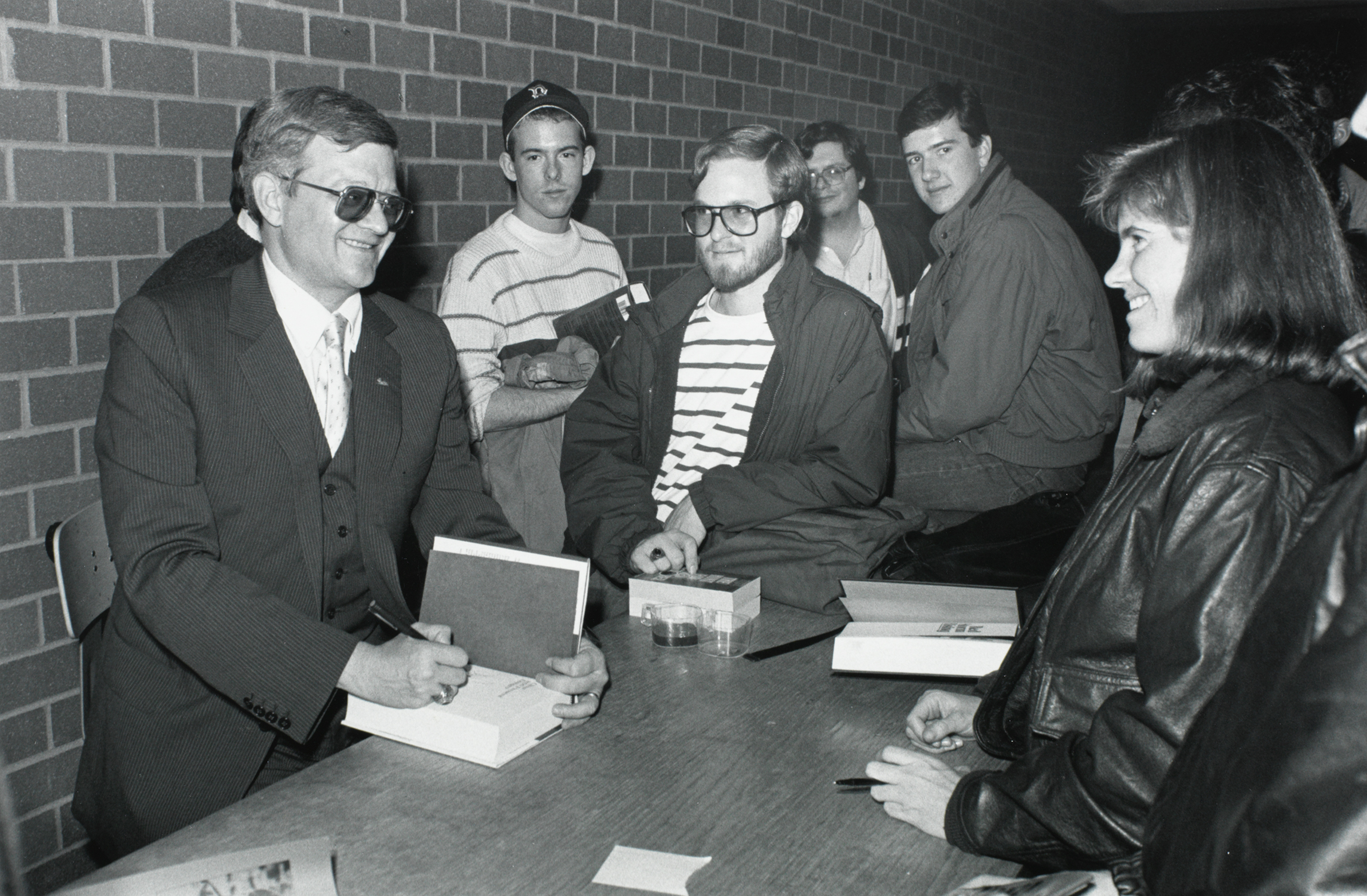
La demanda popular de novelas de acción de Tom Clancy excedía su habilidad para crear nuevos títulos. Como resultado, su editorial contrató negros para escribir novelas con el estilo de Clancy.

Un negro o negro literario es un profesional a quien se contrata para realizar por cuenta de otra persona o bajo su nombre obras artísticas de todo tipo: musicales, historietas, autobiografías, cuentos, artículos, novelas, o incluso discursos, en especial para políticos, actores o personas sin instrucción en este tipo de trabajos, sin recibir oficialmente el crédito como autor de esas obras. A lo sumo, recibe créditos como «colaborador». Es muy común que diversas celebridades contraten negros para escribir la historia de su vida, o para redactar artículos, o para contestar a entrevistas escritas, sin que en realidad hayan sido entrevistados.
El neologismo escritor fantasma es calco del inglés ghostwriter.  En francés, se usa nègre y los sintagmas nègre musical o nègre littéraire cuando se refiere a artes específicas. En catalán es negre, pero en italiano es negro. A quien contrata negros se le llama negrero, del francés negrier.

## Negros literarios
Alejandro Dumas padre usó a varios nègres para escribir sus más famosas novelas de aventuras, especialmente a Auguste Maquet; de hecho, se le conocen 67 negros. Edward Stratemeyer recurrió a este tipo de escritores continuamente. Vicente Blasco Ibáñez fue durante un tiempo uno de los varios negros que escribían obras firmadas por el famoso folletinista decimonónico Manuel Fernández y González. También trabajó Eduardo Zamacois como negro del periodista Manuel Carretero.  Muchos escritores hoy famosos empezaron trabajando como escritores fantasmas para otros: Paul Auster, José Luis Coll (de un famoso periodista) o Alejandro Sawa (de Rubén Darío).
A los editores y a algunos autores les resultan especialmente rentables, ya que permiten multiplicar la fecundidad y por tanto la producción de beneficios de una «marca» literaria. La negresse francesa Sophie Blandinières ha declarado que «asumo como propio el término “negro” en su totalidad y lo reinvindico».

### Biógrafos
El periodista español Carlos Luis Álvarez compuso hagiografías de mártires de la Guerra civil que firmaba fray Justo Pérez de Urbel.  A principios del s. xxi, J. R. Moehringer era considerado el mejor negro literario del planeta, tras haber escrito las biografías de Andre Agassi y del duque de Sussex.

### Celebridades
En muchos casos, las figuras públicas famosas carecen del tiempo, disciplina o competencia indispensable para escribir e investigar una autobiografía de varios cientos de páginas o un libro de consejos.  Celebridades como Michelle Obama pueden llegar a desarrollar una carrera literaria, publicando varios libros, todos escritos por negros.

### Plagio
La periodista española Ana Rosa Quintana contrató un negro para que le escribiese el libro Sabor a hiel (Barcelona: Planeta, 2000), que firmó ella y tuvo que ser retirado por plagios que Quintana atribuyó al negro, quien resultó ser su excuñado.

## Negros musicales y cinematográficos
Esta práctica se realiza también en otras esferas del arte. En la música, el compositor Wolfgang Amadeus Mozart compuso su Réquiem para que lo firmara otro compositor, un noble rico.  El músico Miguel Barros, conocido como Pional, laboró como negro de Kylie Minogue en el 2012.
En la intersección entre la música y la cinematografía, Ennio Morricone fue negro de otros por muchos años en composiciones musicales para el cine. Similarmente, el compositor Jean-Claude Petit fue negro del director Michel Magne y no se le reconoció en la industria del cine sino hasta después de su trigésimo sexto cumpleaños. Otros que trabajaron como negros en bandas sonoras y casi nunca fueron reconocidos en pantalla incluyen al austríaco Eric Zeisl (1905-1959) y al berlinés Wolfgang Frankel (1897-1983).
El cineasta Ettore Scola fue durante cinco años negro de Marcello Marchesi y de Vittorio Metz.
En la televisión, el guionista Jaime de Arminán fue negro de Elena Santonja en Televisión Española.

### Sexismo
Louise Bertin compuso la música para la versión operística del Nuestra Señora de París, de Victor Hugo. Negándose a creer que una mujer fuera capaz de componer una ópera, fue acusada por Alejandro Dumas de contratar a Hector Berlioz como negro.

## En la pintura y el dibujo
También muchos pintores solían firmar copias de sus obras maestras que habían hecho en su taller sus alumnos. En el mundo de la historieta, es habitual que autores consagrados o las empresas que los contratan recurran a otros dibujantes para que imiten su estilo y hagan parte o la totalidad de las historietas para luego publicar las páginas con su nombre. Por ejemplo, Francisco Ibáñez vio a su famoso personaje Mortadelo dibujado por otros y con guiones también ajenos (el llamado Bruguera equip) durante el tiempo que pleiteaba la posesión de los derechos editoriales del mismo. También se da el caso en que la editorial acuda a otros autores para que continúen con los personajes porque se quiere modificar los originales, aumentar la producción (y por tanto el beneficio económico) o se ha roto por algún motivo la relación con el dibujante original. Muchos de los dibujantes de cómics famosos hoy en día comenzaron siendo los dibujantes fantasma de otros autores.  Howard Chaykin, por ejemplo, fue negro de Gray Morrow y de Ron Goulart y Gil Kane; Frank Frazetta fue negro de Dan Barry.

## En el ilusionismo
Walter B. Gibson, el ilusionista y autor de La Sombra, fue negro de los también magos Harry Houdini, Howard Thurston, Harry Blackstone (padre), y de Joseph Dunninger.

## Negros políticos
Al anónimo que escribe por cuenta de políticos se le llama negro.  Pese a la la ley del silencio imperante en el oficio de negro político, Éric Dumoulin en su libro Politiquement nègre  explicó que en ésa profesión el negro se ve forzado a oscilar entre la inocencia de Cosette y la doblez de Maquiavelo, devengando en Francia a principios del s. XXI unos 30,000 euros por libro, labor que consumía tres meses de trabajo; en España, en cambio, en la misma época, un escritor de éxito cobró apenas 50,000 euros por la labor de un año en función de negro de un político.

## Controversias
Gwyneth Paltrow disputa la versión del New York Times de que su libro My Father's Daughter haya sido escrito por una negra, la escritora Julia Turshen. Pablo Iglesias Turrión podría en ocasión haber sido negro de Ramón Espinar Merino.

## Tema en las artes
Obras recientes que han abordado centralmente el tema del negro literario:
- La visita al Maestro, novela de 1979 de Philip Roth.
- Kathie y el hipopótamo, drama de Mario Vargas Llosa (1983), que narra la contrata de un negro para que escriba un libro y que es autobiográfico de Vargas.[41]
- Mañana en la batalla piensa en mí, novela de Javier Marías (1994) donde el protagonista es un negro literario.[42]
- Roman de gare (Francia, 2006), película dirigida por Claude Lelouch, quien aparece en los créditos con el seudónimo Hervé Picard.
- Memorias de una dama, novela de Santiago Roncagliolo (2009), donde la coprotagonista contrata al autor como negro.[43]
- Las dos búsquedas del negro Miguel es una novela de Jorge Bea Gilabert sobre la búsqueda por parte del negro de un autor de éxito de otra colaboradora anónima, a la que ha visto una sola vez por el videochat con el que se comunican como "colaboradores" del autor.
- Suffering Man's Charity, que posteriormente se distribuyó con el título Ghost Writer, película dirigida en el 2007 por Alan Cumming.
- The Ghost Writer (Francia/Alemania/Gran Bretaña, 2010), dirigida por Roman Polanski, ganó numerosos premios.
- Bojack Horseman
- Violet Evergarden, novela ligera escrita por Kana Akatsuki.
- L'Autre Dumas, película de Safy Nebbou sobre la relación de Dumas con su más famoso negro.[44]
- Chicago Typewriter, una serie surcoreana de 2017 cuya trama gira en torno a un escritor.
- El negro de Vargas Llosa, novela satírica de Eduardo Riestra de 2023, donde al autor le encargan ser negro de Vargas, quien está muy ocupado por haber ganado del Nobel de literatura.[45]